# François de Plantade
Pour les articles homonymes, voir Plantade.
François de Plantade est un astronome, cartographe et archéologue français, né le 6 novembre 1670 à Montpellier et mort le 25 août 1741 sur le pic du Midi de Bigorre. Il a publié sous le pseudonyme de Dalempatius.

## Biographie

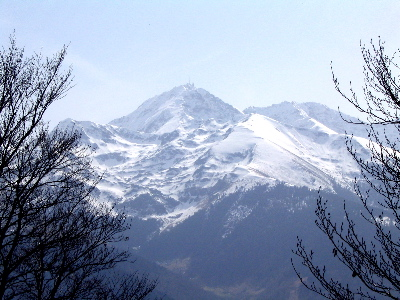
Pic du Midi : « Ah ! que tout ceci est beau ! »

François de Plantade est le fils aîné d'Étienne de Plantade (1636–1714), conseiller à la Cour des comptes, aides et finances de Montpellier pendant 55 ans et de Françoise de Vallette-des-Plans. Il a un frère, Gaspard-René, qui lui succédera dans son rôle officiel.
Il fait ses études au collège des jésuites de Montpellier jusqu'en humanités, toujours premier de classe. Ensuite, chez les oratoriens, il continue l'étude des humanités, puis passe en rhétorique et en philosophie. Admiré, mais peu sûr de lui, il va étudier le droit à Toulouse de 1688 à 1692. Il possède le latin et le grec et entend l'hébreu.
Il décide ensuite de voyager. À Paris, où il va d'abord en 1693, son inclination pour l'astronomie est comblée par la rencontre de Jean-Dominique Cassini, qui fait de lui un mathématicien et un astronome. En 1698 et 1699 il se rend en Angleterre et aux Pays-Bas ; il apprend les langues de ces pays. À La Haye, il se lie avec Pierre Bayle.
De retour à Montpellier, il succède à son père dans son office en 1700. Il a l'idée de fonder une académie, se lie entre autres avec Jean de Clapiès, rassemble des savants, dont François Xavier Bon de Saint Hilaire, reçoit les lettres patentes de l'Académie des sciences de Montpellier et prononce un discours d'ouverture très remarqué. C'est cette même année qu'il observe avec Clapiès l'éclipse de Soleil et s'intéresse aux taches solaires,.
En 1711, son père lui fait acquérir une charge d'avocat général, dont il ne se démet qu'en 1730. En 1732, il obtient des lettres patentes de conseiller d'honneur.
À l'âge de 54 ans il épouse Catherine Tessier. Le couple a deux filles ; l'aînée reçoit son éducation scientifique de son père. Leur fille Marie Hélène épouse le 17 juillet 1753 à Montpellier Joseph, vicomte de Lavergne Montbazin.
L'Académie s'est chargée de dresser la carte des diocèses du Languedoc. Plantade, Clapiès et Danysi font ensemble celle du diocèse de Narbonne en 1729, puis se séparent pour les autres. Plantade ne laisse échapper aucune proposition ; c'est ainsi qu'il se trouve lancé dans un très sérieux travail d'archéologie.
Par intention du roi il reçoit ordre de M. de Crillon, archevêque de Narbonne, et du comte de Maurepas, en vue d'une description générale de la France, d'aller sur les plus hauts sommets afin d'en relever les objets visibles.
Plantade avait gravi le massif du Saint-Barthélemy et le pic du Canigou pour y faire des relevés barométriques. Mais son ascension, à 70 ans, du pic du Midi de Bigorre lui est fatale. Le 25 août, il meurt au col de Sencours, sextant au poing, en s'exclamant : « Ah ! que tout ceci est beau ! »
Il vivait, selon Pierre Serres, dans une métairie ayant appartenu à Guillaume Rondelet. En 1746, cinq ans après sa mort, le travail de cartographie est terminé.

## Contributions

### Observations astronomiques
- De 1705 à 1726, observation des taches du Soleil[9].
- Le 23 décembre 1703, éclipse de Lune[18].
- Le 16 mai 1706, avec Jean de Clapiès, éclipse totale du Soleil observée à partir de la tour de la Babotte[7].
- Le 21 octobre 1706, éclipse de Lune[19].
- Le 28 juin 1715, avec Jean de Clapiès, éclipse de Vénus[20].
- Le 1er août 1726, éclipse de Mars par la Lune[9].
- Le 25 septembre 1726, éclipse du Soleil[21].
- Le 11 octobre 1726, éclipse de Lune[9].
- Le 15 février 1730, aurore boréale à Montpellier.
- Le 11 novembre 1736, transit de Mercure[22].
- Le 9 septembre 1737, éclipse de Lune.

### Archéologie
- En 1730 il annonce en séance publique de l'Académie la localisation d'une ville romaine, Forum Domitii, à un quart de lieue à l'ouest de Fabrègues[23].

## Œuvres

### Astronomie
Abréviation : HSRSM : Histoire de la Société Royale des Sciences établie à Montpellier :
HSRSM1, t. 1, Lyon, B. Duplain, 1766
HSRSM2, t. 2, Lyon, B. Duplain, 1778
- « Observation de l'éclipse de Lune du 28 avril 1706 faite à Montpellier », dans HSRSM1, p. 16
- (avec Jean de Clapiès[7]) « Sur une éclipse totale de Soleil », dans HSRSM1, p. 181–196[24] — Éclipse du 12 mai 1706.
- « Observation du passage de Mercure sur le disque du Soleil, faite à Montpellier le 9 novembre 1723 », dans HSRSM1, p. 252
- « Sur deux aurores boréales observées en 1726 et 1730 », dans HSRSM2, p. 4–23
- « Observations sur l’aurore boréale du 15 février 1730 »
- « Observations sur la planète Mercure », 1736
- Observation de l'éclipse de Lune du 9 septembre 1737 (OCLC 9410157)

### Cartographie
François de Plantade contribue à la réalisation des cartes des diocèses de Languedoc suivants : Alet, Carcassonne, Lavaur, Montauban, Montpellier, Narbonne, Rieux, Saint-Papoul, Toulouse.
- « Extrait du mémoire de M. Plantade, sur quelques nouvelles expériences du barométre », dans Extrait de l'Assemblée publique de la Société royale des sciences : du 27 février 1732 (OCLC 172987812)
- Jean-Michel Faidit, « Astronomie et astronomes en Languedoc, thèse de doctorat, 1993 »

### Archéologie
- « Sur la position du Forum Domitii », dans HSRSM2, p. 68
- « Mémoire sur le Forum Domitii des Anciens » (OCLC 742808202)

### Œuvres de circonstance et autres écrits
- Discours prononcé à la première assemblée publique de la Société Royale des Sciences [de Montpellier], tenue… le dixième… de décembre mil sept cens six, J. Martel, 1706, 32 p. (OCLC 643616422)[25]
- Éloge de M. Gauteron (1660–1737) (OCLC 742860495)[26]
- Mémoire de la Société royale des sciences de Montpellier au sujet de l'histoire naturelle de Languedoc, 1726 (OCLC 743151575)

On a de plus deux lettres adressées à Plantade par Pontchartrain, chancelier de France.

### Amusements
- « Dalenpatius », « Extrait d'une lettre contenant une observation microscopique de la semence par M. Dalenpatius », dans Collection académique composée des mémoires, actes ou journaux des plus célèbres académies et sociétés littéraires étrangères, mai 1699, t. 7, p. 410Sous le nom de Dalenpatius (anagramme d'une forme latinisée de son nom, suppose Pierre Larousse), Plantade est l'auteur[28] d'une mystification, notamment dans une dissertation envoyée à Bayle où il voyait au microscope de petites anguilles dans le sperme humain[29],[30]. La mystification semble avoir pas mal circulé. Leeuwenhoek écrivit une longue lettre à la Société Royale de Londres pour s'en moquer ; malheureusement il inclut dans sa diatribe une illustration de « Dalenpatius », qui, par erreur, se retrouva dans un de ses écrits à lui. Ce fut de Leeuwenhoek qu'on se moqua[31]. On parle encore aujourd'hui du tour joué par Dalenpatius[32],[33].
  - « Extrait d'une lettre de M. Dalenpatius à l'auteur de ces Nouvelles de la République des Lettres », dans Nouvelles de la République des Lettres, mai 1669, vol. 4, Genève, Slatkin Reprints, p. 552–553
- Le conte des fées du Mont des Pucelles : pamphlet anonyme du XVIIe siècle, introduction, notes et appareil critique par Marcel Barral, Montpellier, Entente bibliophile, 1988 (OCLC 33666045) — Plantade est l'« auteur présumé ».

## Compléments

### Hommages
- (46719) Plantade, astéroïde[34]